# Duvimioso Terra

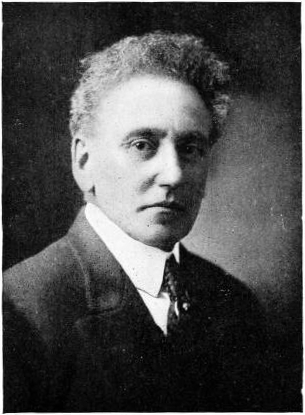
Duvimioso Terra (1921)

Duvimioso Terra (* 13. März 1856 in Florida; † 1930 in Montevideo) war ein uruguayischer Politiker.
Der promovierte Rechtswissenschaftler Terra, Sohn von Duvimioso Terra und María Josefa Barboza, schloss erfolgreich ein juristisches Studium an der Universidad de la República (UdelaR) ab. Dort war er später Professor für Zivil- und Handelsrecht. Er gehörte der Partido Nacional an. Während der Präsidentschaft von Máximo Tajes wirkte er als Minister in den Fachbereichen Religion, Justiz und Bildungswesen. Während der Regierungszeit von Julio Herrera y Obes verließ er das Land im Oktober 1891 in Richtung Argentinien. Dort lebte er bis 1897 in Buenos Aires und ging einer Tätigkeit als Anwalt nach. Sodann kehrte er nach Uruguay zurück.
Terra war Mitglied der am 30. Juni 1916 gewählten Asamblea Nacional Constituyente. In der 25., 26. und 27. Legislaturperiode gehörte er vom 15. Februar 1914 bis zum 14. Februar 1923 der Cámara de Representantes als Abgeordneter für das Departamento Montevideo an. Anschließend war er in der 28., 29. und 30. Legislaturperiode vom 22. April 1925 bis zu seinem Tod Senator für das Departamento Treinta y Tres. In den Jahren 1925 bis einschließlich 1928 hatte er die Senatspräsidentschaft inne.
In Montevideo wurde eine Straße nach ihm benannt.